# Zeta (Südosteuropa)

Dioclea im Herrschaftsbereich von Konstantin Bodin (um 1089)

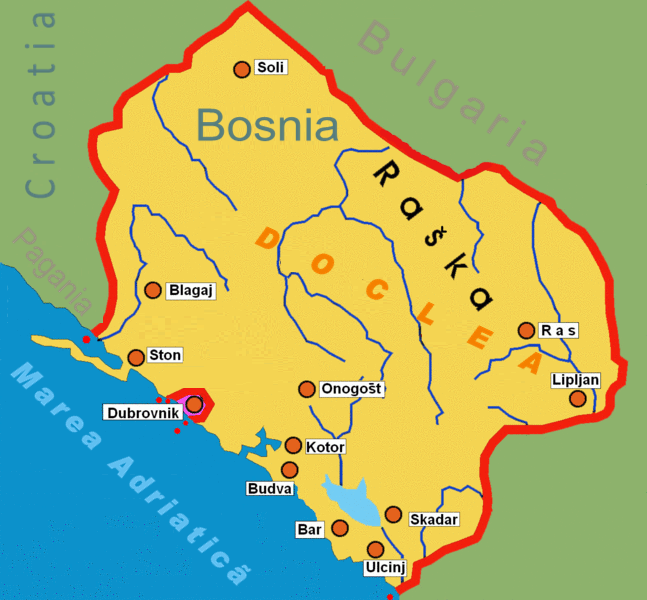
Dioklitien unter Konstantin Bodin

Zeta (nach dem gleichnamigen Fluss) bzw. bis Ende des 10. Jahrhunderts Diokletien oder Dioklitien (griechisch Διοκλεία Diokleia, lateinisch D(i)oclea, slawisch Duklja bzw. Dioklitija) war ein mittelalterliches südslawisches Fürstentum. Es wurde erstmals im 11. Jahrhundert erwähnt und existierte bis zur Eroberung durch die Osmanen im 15. Jahrhundert.

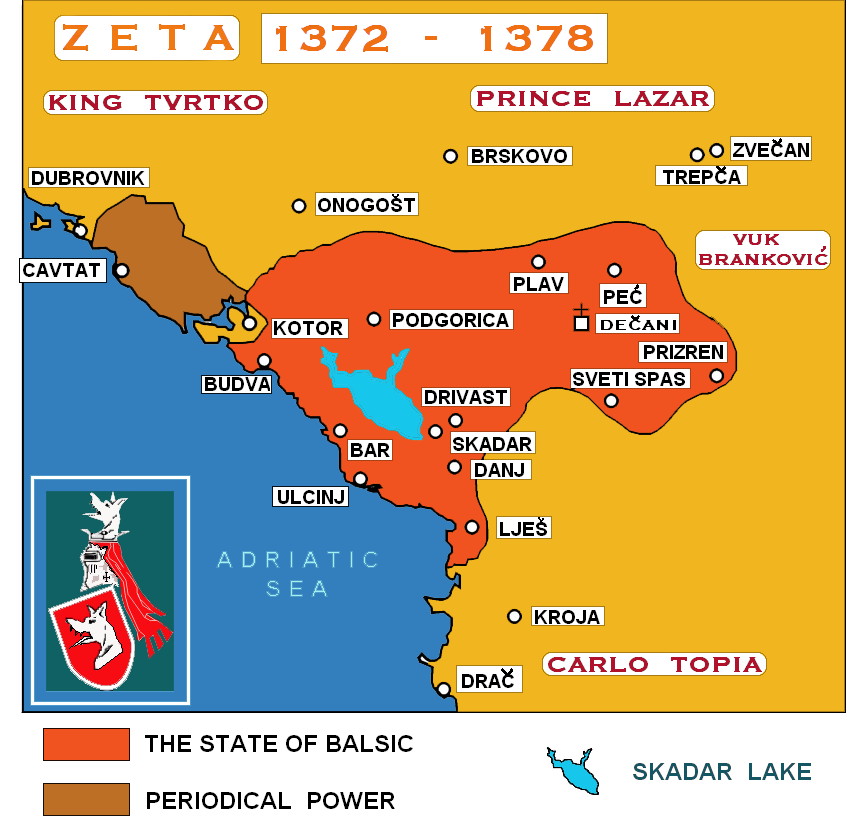
Ungefähre räumliche Ausdehnung von Zeta in den 1370er-Jahren

## Geografie
Die Zeta umfasste den größten Teil des heutigen Montenegro sowie zeitweise auch den Norden des heutigen Albanien. Man unterschied die Ober-Zeta (das Gebirgsmassiv nördlich von Podgorica) von der Nieder-Zeta (die Meeresküste und das Gebiet um den Skutarisee).

## Geschichte
Zeta war im 10. Jahrhundert ein Fürstentum, das zunächst unter bulgarischem, dann unter byzantinischem Einfluss stand. Stefan Vojislav, der Archont von Dioklitien war, gelang es zwischen 1034 und 1042, in der Landschaft Dioclea einen eigenen Herrschaftsbereich zu begründen, zu dem unter anderem ein Teil von Raszien gehörte. Sein
Sohn Mihailo Vojislavljević und sein Enkel Konstantin Bodin erlangten die Königswürde und machten Zeta zu einem politischen Faktor auf der Balkanhalbinsel.
1185 eroberte Stefan Nemanja mit ungarischer Hilfe das Fürstentum Zeta, das infolgedessen im 13. Jahrhundert unter der Herrschaft der Nemanjiden stand. Von 1280 bis 1314 herrschte Hélène d’Anjou über Zeta.
Von 1360 bis 1421, nach dem Zerfall des serbischen Reiches, wurde Zeta von den lokalen Fürsten Balšić beherrscht, die Hauptstadt wurde nach Shkodra verlegt. Im 15. Jahrhundert konkurrierten serbische, venezianische und osmanische Herrscher um die Zeta, unter Beteiligung der lokalen Dynastien Balšić und Crnojević. 1499 wurde das Gebiet von den Osmanen annektiert.

## Herrscher
Die Herrscher aus der Zeit vor 989 sind nicht vollständig bekannt. Auch für die Zeit danach können aufgrund der schlechten Quellenlage Fehler bzw. Lücken nicht ausgeschlossen werden. Die Liste beruht für die Zeit bis 1421 auf dem – nicht immer zuverlässigen – Werk von Truhart; die oben im Text erwähnte Hélène d’Anjou fehlt in dieser Liste.
| - um 900: Petar - um 980: Petrislav II. - vor 989–1015: Vladimir I. - 1015–1039 unter byzantinischer Herrschaft - 1039–1054: Dobroslav I. - 1054–1077: Radoslav I. - 1077–1081: Mihajlo I. - 1081: Radoslav I. (2. Amtszeit, s. o.) - 1081–1102: Konstantin Bodin - 1102: Dobroslav II. - 1102: Kočapar - 1102–1114: Vladimir II. - 1114–ca. 1117: Đurađ I. - ca. 1117–ca. 1124: Grubeša Branislavić - ca. 1124–ca. 1133: Đurađ I. (2. Amtszeit, s. o.) - ca. 1140–ca. 1146: Gradinja | - ca. 1146–1150: Radoslav II. - (?, Zeta wird mit Raszien vereinigt) - 1166–1168: Radoslav II. (2. Amtszeit, s. o.) - 1168–1179: Miroslav - 1179–1189: Mihajlo II. - 1189–1195: Stefan Nemanja - 1195–1208: Vukan Nemanjić - 1208–1217: Stefan Nemanjić - 1217-ca. 1233: Stefan Radoslav - ca. 1233–1243: Stefan Vladislav (?) - 1243–?: Stefan Uroš I. (?) - ?–1280: Đurađ II. (?) - 1280–1318: Konstantin - 1318–1319: Vladislav Jonima - ca. 1320: Nikola - ca. 1322–1355: Stefan Uroš IV. Dušan | - 1356–1367: Balša I. - 1367–1373: Strašimir Balšić (?) - 1367–1385: Balša II. (?) - 1386–1396: Đurađ II. Balšić - 1404-ca. 1421: Balša III. - 1427–1465: Stefan Crnojević - 1465–1490: Ivan Crnojević - 1490–1496: Đurađ Crnojević - 1496–1498: Stefan II. Crnojević - 1498–1515: Ivan II. Crnojević - 1515–1516: Đurađ II. Crnojević |

## Späterer Gebrauch des Begriffs
Der Name Zeta bezeichnete auch eines der im Königreich Jugoslawien 1929 eingerichteten Verwaltungsgebiete, der Banschaft Zeta (Zetska banovina). Heute wird die Landschaft rund um den Ort Golubovci (Montenegro) als Zeta bezeichnet.